# François de Boffa
François de Boffa war ein Schweizer Fechter. Er nahm an den Olympischen Sommerspielen 1900 in Paris teil, ohne jedoch eine Medaille zu erringen.